# Ернесто Пресбітеро
Ернесто Пресбітеро (італ. Ernesto Presbitero, 8 жовтня 1855, Кальярі - 16 грудня 1923, Монтре) італійський адмірал та політик, начальник генерального штабу ВМС Італії у 1911 році.

## Біографія
Ернесто Пресбітеро народився 8 жовтня 1855 року в Кальярі. У 1871 році вступив до Військово-морської школи в Генуї, яку закінчив у 1876 році у званні гардемарина. Ніс службу на різних кораблях, зокрема на корветі «Гарібальді», броненосці «Прінчіпе Амадео», гідрографічному судні «Вашингтон». Отримав звання молодшого лейтенанта у 1579 році, лейтенанта - у 1885 році. У 1889 році брав участь в кампанії у Східній Африці на корветі «Гарібальді», а також командував баркентиною «Мізено».
У 1894 році отримав звання капітана III рангу і був призначений заступником капітана корабля «Крістофоро Коломбо» (італ. Cristoforo Colombo), на борту якого здійснив навколосвітній похід.
У 1898 році отримав звання капітана II рангу і протягом 1898-1900 років ніс службу на крейсері «Веттор Пізані». У 1903 році отримав звання капітана I рангу, у 1904 році брав участь в кампанії на Далекому Сході на борту крейсера «Марко Поло».
У 1910 році Ернесто Пресбітеро отримав звання контр-адмірала, 26 квітня 1911 року призначений заступником, а 8 червня - начальником генерального штабу ВМС Італії.Перебував на цій посаді до 6 вересня того ж року, після чого командував 2-ю морською дивізією 1-ї ескадри, на чолі якої брав участь в італійсько-турецькій війні (1911-1912). Зокрема, дивізія брала участь в обстрілах лівійського узбережжя, в окупації Дерни, згодом - в обстрілах фортів Дарданелл. За участь у війні Ернесто Пресбітеро був удостоєний звання офіцера Савойського військового ордена.
У 1912 році отримав звання віце-адмірала та був призначений керівником військово-морського командування в Таранто. Перебував на цій посаді до березня 1915 року, після чого був призначений командувачем 1-ї ескадри. За участь у бойових діях під час Першої світової війни був удостоєний звання командора Савойського військового ордена.
Протягом 1916-1917 років був керівником військово-морського командування в Неаполі. У 1916-1920 роках був президентом Вищої ради флоту (італ. Consiglio superiore di Marina).
У 1917 році був призначений сенатором.
8 жовтня 1920 років вийшов у відставку у зв'язку з досягненням граничного віку служби. Був президентом Військово-морської ліги (італ. Lega Navale) до самої смерті.
Помер 16 грудня 1923 року в Монтре (Швейцарія)

## Нагороди
- Кавалер Ордена Святих Маврикія та Лазаря
- Офіцер Ордена Святих Маврикія та Лазаря
- Командор Ордена Святих Маврикія та Лазаря
- Великий офіцер Ордена Святих Маврикія та Лазаря
- Кавалер Великого хреста Ордена Святих Маврикія та Лазаря
- Кавалер Ордена Корони Італії
- Офіцер Ордена Корони Італії
- Командор Ордена Корони Італії
- Великий офіцер Ордена Корони Італії
- Кавалер великого хреста Ордена Корони Італії
- Офіцер Савойського військового ордена
- Командор Савойського військового ордена
- Золота медаль «За військову доблесть» за довголітню службу
- Хрест «За військові заслуги»
- Пам'ятна медаль за кампанії в Африці
- Медаль «За китайську  кампанію»
- Пам'ятна медаль італійсько-турецької війни 1911—1912
- Медаль Перемоги
- Пам'ятна медаль на честь об'єднання Італії
- Маврикіанська медаль заслуг за 10 п'ятиліть бездоганної військової кар'єри
- Почесна медаль за довголітнє судноводіння